# Associazione Sentieri Alpini Calanca
Die Associazione Sentieri Alpini Calanca (ASAC) ist ein Alpenclub im italienischsprachigen Calancatal im Kanton Graubünden. Er betreibt und unterhält den von ihm eröffneten 50 Kilometer langen «Sentiero Alpino Calanca», einen alpinen Weitwanderhöhenweg hoch über dem Calancatal, samt seinen vier Hütten an den Etappenorten. Der Verein wurde 1978 in Selma im Calancatal auf Initiative von Wilfried Graf gegründet.

## Geschichte und Tätigkeiten
Wilfried Graf aus Binningen hatte 1973 für seine Familie in Selma ein Ferienhaus gekauft. Während den Ferien wanderte er durch das wilde und teilweise verlassene Calancatal, wobei er feststellen musste, dass viele auf der Karte eingezeichnete Wege zugewachsen und schwierig zu finden waren. Er begann diese Wege mit Hilfe seiner Familie und Pickel und Säge wieder begehbar zu machen.
Jugendliche eines internationalen Schüleraustausches halfen ihm 1977 das Wegstück vom Weiler Bersach (1332 m ü. M.) oberhalb Selma nach Stabgel (Stabiel, 1789 m ü. M.), einer verlassenen Alp («Monti») von Bauern aus Cauco, wieder instand zu stellen. Damals kam Graf die Idee, einen durchgehenden Wanderweg von der Alp d’Aion in südlicher Richtung nach Santa Maria in Calanca zu erstellen. 1978 gelang es dem Arbeitslager «Moleraweg» in wenigen Wochen einen grossen Teil dieser Strecke von der Alp Aion Vec bis Mottone (2100 m ü. M.) zu verwirklichen, was Graf ermutigte, den Wegbau auch in nördlicher Richtung bis San Bernardino in Angriff zu nehmen.
Für die Finanzierung dieses Projekts wurde 1978 der Verein «Associazione Strade Alte della Calanca» (ASAC) in Selma gegründet. Später wurde er in «Associazione Sentieri Alpini Calanca» umbenannt. Im Sommer 1983 konnte der Höhenweg dank der freiwilligen Mitarbeit von Jugendlichen, Lehrlingen und Schulklassen in den Sommerferien fertiggestellt werden. Die alten landwirtschaftlichen Kulturpfade wurden gerodet, instand gestellt und zu einem Weitwanderwegnetz zusammengeführt. Der Wegbau wurde von den Mitgliedern des ASAC durch freiwillige Arbeit, Mitgliederbeiträge und Spenden finanziert.
Als Unterkünfte und Übernachtungsmöglichkeiten für die einzelnen Wegetappen des Höhenweges erstellte der ASAC von 1981 bis 1985 vier Hütten und Biwaks.
Die 1979 gegründete «Arbeitsgemeinschaft Val Calanca» (AVC) begann parallel zum Bau des Sentiero Alpino Calanca mit der Instandstellung und Pflege von Landwirtschaftswegen im mittleren Calancatal.

### Heute

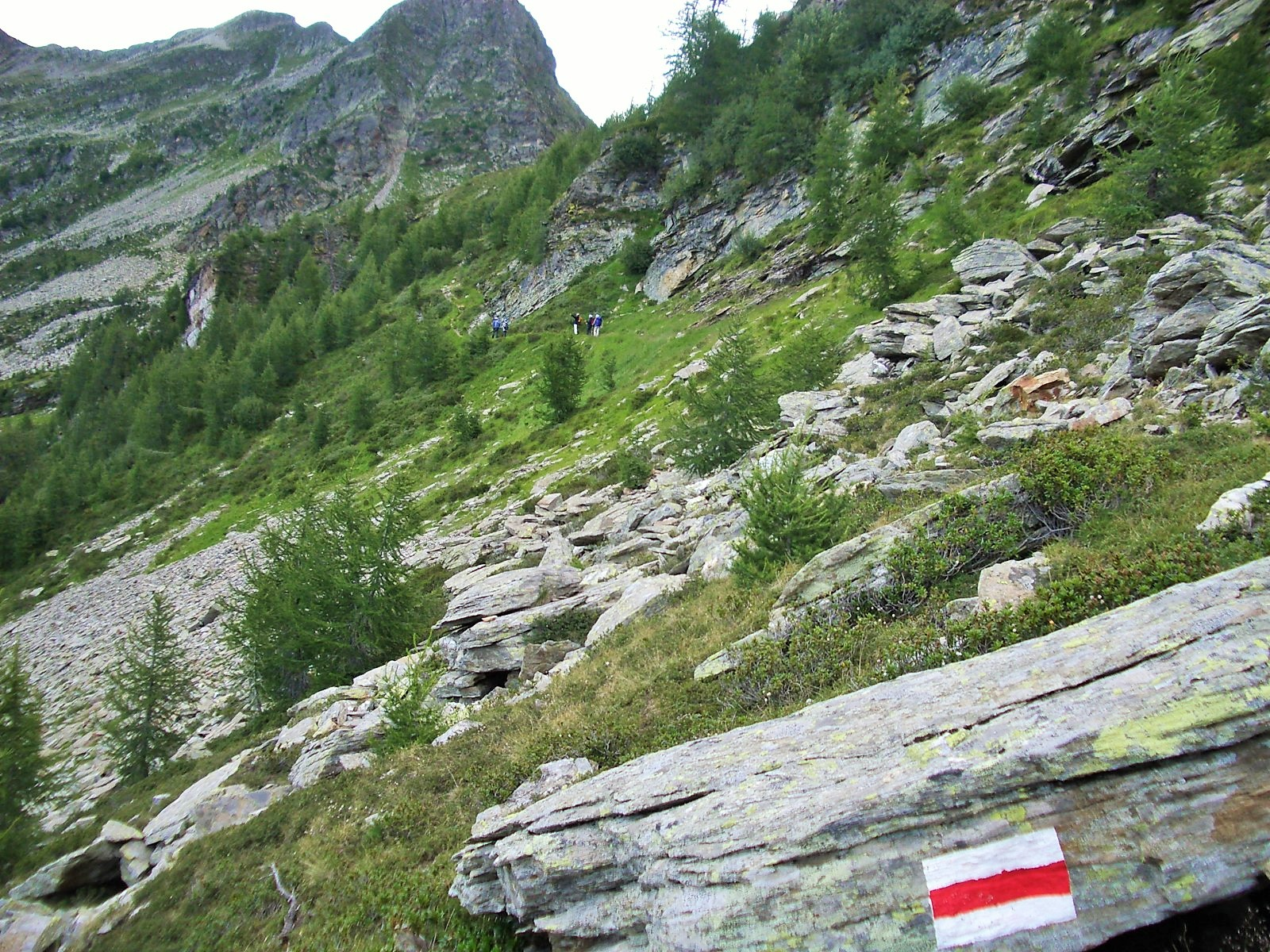
Sentiero Alpino Calanca mit Markierung

Der ASAC unterhält die Höhenwege samt Hütten auf dem Sentiero Alpino Calanca, um sie in dem von der Vergandung bedrohten Tal zu erhalten. Damit leistet der Verein einen wichtigen Beitrag für das von Wirtschaftskreisen und Politikern bereits totgesagte Calancatal.
Die Instandhaltung der alpinen Höhenwege ist sehr aufwendig, die Sicherheit der Wege muss laufend überprüft (Markierungen erneuern usw.), Witterungsschäden (Lawinen, Rüfen usw.) behoben und die Verbuschung eingedämmt werden. Das geschieht in jährlichen Arbeitslagern mit Freiwilligen («Volontari»). Die Hütten mit der Wasserversorgung und den sanitären Anlagen usw. werden immer wieder ausgebaut und verbessert.

## Sentiero Alpino Calanca

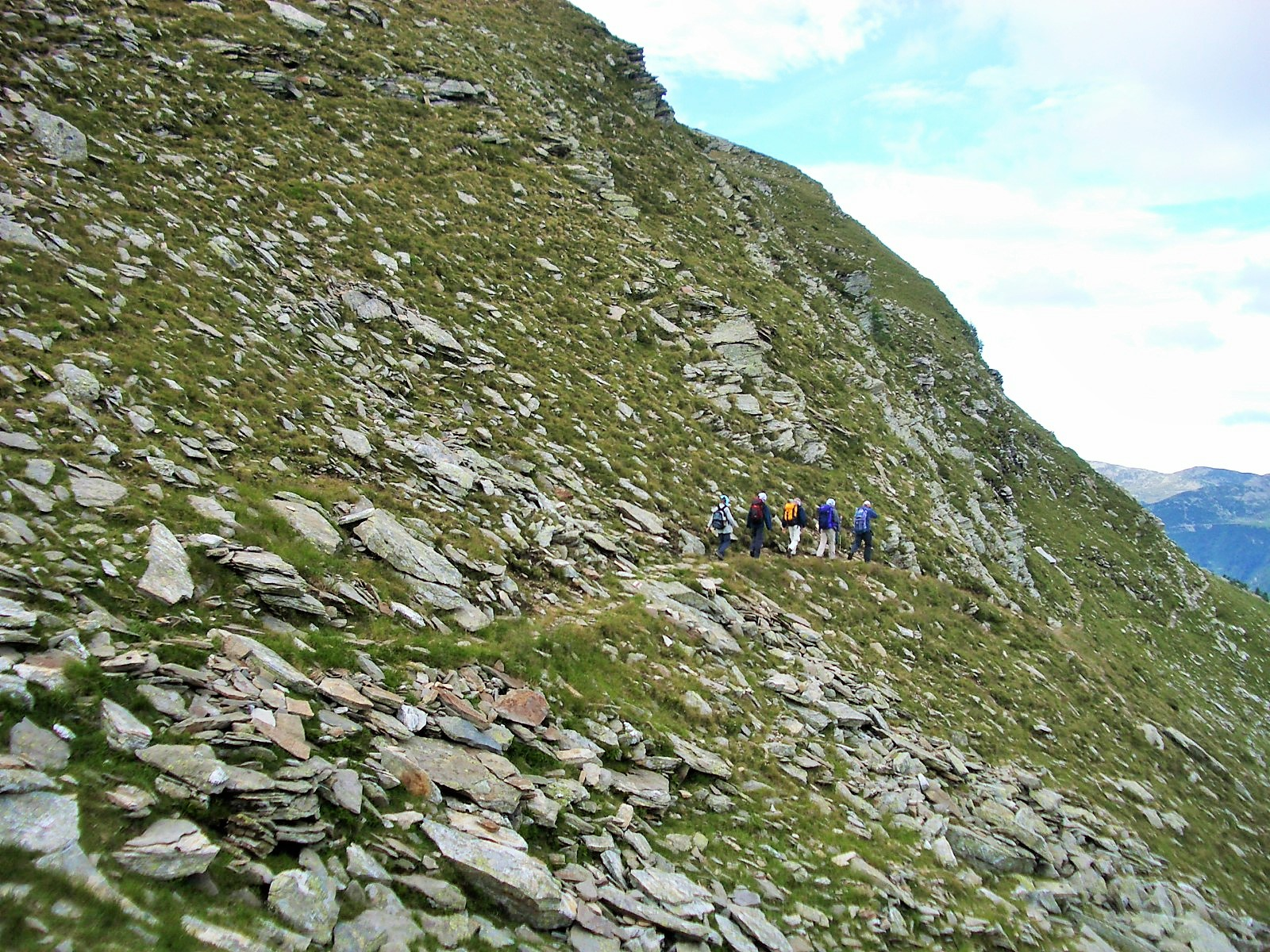
Sentiero Alpino Calanca in der Nordwestflanke des Nomnom

Die klassische Route des Calanca-Höhenwegs führt von Norden nach Süden, von San Bernardino (1608 m ü. M.)⊙ nach Santa Maria in Calanca (955 m ü. M.)⊙. Der Weg führt in den steilen Flanken der knapp 3000 Meter hohen Bergkette zwischen den südbündnerischen Tälern Calanca und Misox entlang. Grösstenteils ist man oberhalb der Baumgrenze auf über 2000 Meter und mehrheitlich auf der Calancaseite unterwegs. Der ganze Höhenweg kann in vier bis fünf Etappen bewältigt werden. An verschiedenen Orten gibt es teilweise steile Zu- und Abstiegsmöglichkeiten vorwiegend vom und ins Calancatal. Zwischen dem Calancatal und dem Misox gibt es folgende Übergänge (von Nord nach Süd): Pass di Passit (2082 m ü. M.), Bocchetta di Trescolmen (2161 m ü. M.), Pass de Buffalora    (2261 m ü. M.).
- 1. Etappe von San Bernardino Dorf zum Rifugio Pian Grand⊙: Varianten a) via Alp d’Ocola und Alp d’Arbeola in 3,5 Stunden b) via Pass di Passit, Pass de la Cruseta, Bocca de Rogna in 4,5 Stunden
- 2. Etappe vom Rifugio Pian Grand zum Rifugio Ganan⊙: Ganan kann über den Höhenweg in 6,5 Stunden erreicht werden.
- 3. Etappe Rifugio Ganan bis Buffalorahütte⊙: über den Höhenweg in 2,5 Stunden erreichbar.
- 4. Etappe Buffalorahütte bis Alp di Fora⊙: die Alp di Fora ist von der Buffalorahütte in 5 bis 6 Stunden erreichbar.
- 5. Etappe Alp di Fora nach Santa Maria in Calanca: über Pian di Renten 2,5 Stunden.

Der teilweise ausgesetzte Höhenweg ist als Bergwanderweg «weiss-rot-weiss» markiert, Schwierigkeitsgrad T3+. Schwierige Stellen sind mit Ketten oder Drahtseilen gesichert. Er verlangt Ausdauer und Trittsicherheit. Bei Regen, Schnee und Nebel kann er schwierig und gefährlich werden. Gipfel oder Wege ohne Markierung sollten nur von erfahrenen und ortskundigen Bergsteigern begangen werden.

## Hütten

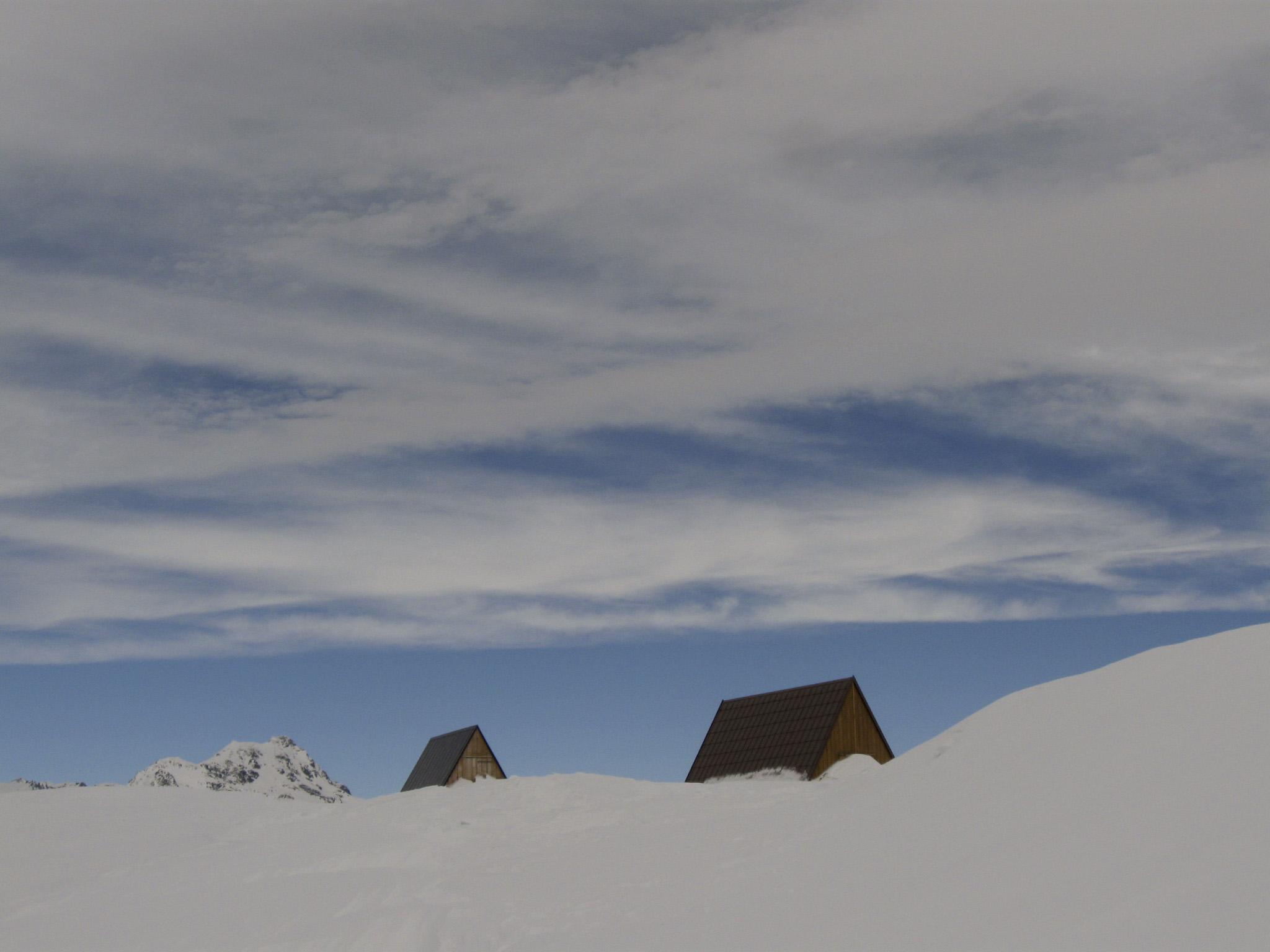
Rifugio Pian Grand

Die Buffalorahütte ist der Hauptstützpunkt und liegt als Etappenort ungefähr in der Mitte des Höhenwegs. Sie wurde 1981 gebaut, 1985 durch eine Lawine zerstört und musste 1987 am heutigen, sicheren Standort (2078 m ü. M., Koordinate 731 600/134 720) neu aufgebaut werden. Sie ist die einzige bewartete Unterkunft. Sie ist normalerweise im Winterhalbjahr von Ende Oktober bis Mitte Juni geschlossen.
Die zwei Selbstversorger-Biwakhütten Rifugio Pian Grand (Baujahr 1983) mit 18 Plätzen sind mit Gaskocher, Geschirr, Wolldecken und Matratzen ausgerüstet und sind unbeheizt. Leitungswasser gibt es 100 Meter westlich der Hütte. Sie befinden sich 2398 m ü. M., Koordinate 732 580 / 141 670. Handyempfang ist möglich. Der Zugang von San Bernardino Dorf dauert 3,5 Stunden (über Alp d’Ocola und Alp d’Arbeola) respektive 4,5 Stunden (über Pass Passit, Pass de la Cruseta, Bocca de Rogna). Die Biwakhütte Ganan kann über den Höhenweg in 6,5 Stunden, die Buffalorahütte in rund 9 Stunden erreicht werden.
Die Selbstversorger-Biwakhütte «Rifugio Ganan» (Baujahr 1983) hat sieben Plätze und ist mit Gaskocher, Geschirr, Wolldecken und Matratzen ausgerüstet und unbeheizt. Leitungswasser gibt es vor dem Eingang. Sie befindet sich 2375 m ü. M., Koordinate 732 690 / 138 140. Handyempfang nur mit Swisscom. Die Buffalorahütte kann über den Höhenweg in 2,5 Stunden erreicht werden.
Die Selbstversorgerhütte «Alp di Fora» (seit 1999 beim ASAC, ehemalige Unterkunft für Bauarbeiter der Lawinenverbauungen) hat 17 Plätze, einen Holzherd, ein Gasrechaud, einen Schwedenofen zum Heizen und ist mit Geschirr, Wasser in der Hütte, Betten mit Wolldecken ausgerüstet. Sie befindet sich oberhalb Braggio auf 1844 m ü. M., Koordinate 731 020 / 128 700. Handyempfang ist möglich. Alp di Fora ist von der Buffalorahütte in 5 bis 6 Stunden erreichbar. Für den Zustieg von Santa Maria in Calanca über Pian di Renten braucht man 3 Stunden, von Braggio 1,5 Stunden (Seilbahn ab Arvigo).